# همنشين
همنشين هي قرية في مقاطعة خدا أفرين، إيران. عدد سكان هذه القرية هو 131 في سنة 2006.